# Cristian Olivera
Cristian Olivera, né le 17 avril 2002 à Montevideo en Uruguay, est un footballeur international uruguayen qui joue au poste d'ailier droit au Grêmio Porto Alegre.

## Biographie

### En club
Né à Montevideo en Uruguay, Cristian Olivera est formé par l'un des clubs de la capitale uruguayenne, le Defensor SC, puis par le CA Rentistas. Il joue son premier match en professionnel le 5 mai 2019, lors d'un match de championnat face au Central Español. Il entre en jeu, et son équipe l'emporte par un but à zéro. Olivera inscrit son premier but en professionnel le 20 juillet 2019, lors d'une rencontre de championnat face au Villa Teresa (en). Titularisé, il ouvre le score et participe à la victoire de son équipe par deux buts à un.
Le 15 septembre 2020, Cristian Olivera rejoint l'Espagne afin de s'engager en faveur de l'UD Almería. Il signe un contrat courant jusqu'en juin 2025.
Le 27 avril 2021, Cristian Olivera fait son retour en Uruguay en rejoignant le CA Peñarol sous la forme d'un prêt avec option d'achat.
Le 4 août 2023, Cristian Olivera rejoint le Los Angeles FC. Il signe un contrat courant jusqu'en décembre 2026, avec une année supplémentaire en option.
Il se fait remarquer dès son premier match en marquant son premier but, le 24 août 2023, face aux Rapids du Colorado, en MLS. Il entre en jeu et participe à la victoire de son équipe par quatre buts à zéro.

### En sélection
En septembre 2023, Cristian Olivera est convoqué pour la première fois avec l'équipe nationale d'Uruguay par le sélectionneur Marcelo Bielsa. Il honore sa première sélection lors de ce rassemblement, le 12 septembre 2023, contre l'Équateur. Il entre en jeu à la place de Darwin Núñez et son équipe est battue par deux buts à un.
En janvier 2024 il est sélectionné avec l'équipe d'Uruguay Olympique pour participer au Tournoi pré-olympique de la CONMEBOL 2024.

## Statistiques

### En sélection nationale
| Saison                | Sélection             | Phases finales        | Phases finales | Phases finales | Phases finales | Éliminatoires CDM | Éliminatoires CDM | Éliminatoires CDM | Matchs amicaux | Matchs amicaux | Matchs amicaux | Total | Total | Total |
| Saison                | Sélection             | Compétition           | M              | B              | Pd             | M                 | B                 | Pd                | M              | B              | Pd             | M     | B     | Pd    |
| --------------------- | --------------------- | --------------------- | -------------- | -------------- | -------------- | ----------------- | ----------------- | ----------------- | -------------- | -------------- | -------------- | ----- | ----- | ----- |
| 2023-2024             | Uruguay               | Copa América 2024     | 4              | 0              | 0              | 3                 | 0                 | 0                 | -              | -              | -              | 7     | 0     | 0     |
| 2024-2025             | Uruguay               | -                     | -              | -              | -              | 1                 | 0                 | 0                 | -              | -              | -              | 1     | 0     | 0     |
| Total sur la carrière | Total sur la carrière | Total sur la carrière | 4              | 0              | 0              | 4                 | 0                 | 0                 | -              | -              | -              | 8     | 0     | 0     |

## Palmarès
CA Peñarol
- Champion d'Uruguay en 2021